# 아즈텍과일먹는박쥐
아즈텍과일먹는박쥐(Artibeus aztecus)는 주걱박쥐과(신세계잎코박쥐과)에 속하는 박쥐의 일종이다. 코스타리카와 엘살바도르, 과테말라, 온두라스, 멕시코 그리고 파나마에서 발견된다.

## 특징
작은 박쥐로 몸통 길이가 59~75mm이고 전완장이 41~49mm, 발 길이가 11~14mm, 귀 길이가 15~20mm이다. 몸무게는 최대 33g이다. 털이 길고 부드러우며 다리와 발까지 덮여 있다. 등 쪽 털은 거무스레한 갈색부터 거무스레한 색까지 다양하지만 배 쪽은 좀더 연한 색을 띤다. 주둥이는 짧고 넓다. 잎코가 잘 발달해 있고 피침형이다. 핵형은 2n=30(암컷), 31(수컷)이고 FNa=56이다.

## 생태
바나나 나무와 같이 잎이 아주 큰 나무 아래와 동굴 속의 작은 균멸, 바위 덩어리 사이, 석회암 구멍 속에 은신한다. 먹이는 열매이다. 3월과 4월, 7월, 8월에 새끼를 밴 암컷이 포획되고 9월에 한 마리의 새끼를 돌보는 모습이 관찰된다.

## 분포 및 서식지
멕시코부터 파나마 서부 사이의 중앙아메리카에 널리 분포한다. 해발 600m와 3,000m 사이의 우림과 침엽수림, 상록수림, 바나나와 망고 농장, 비교적 건조한 계곡에서 서식한다.

## 아종
3종의 아종이 알려져 있다.
- A. a. aztecus - 멕시코 서부의 시날로아주와 동부 지역 누에보레온주, 남부의 오아하카주 사이에서 발견
- A. a. major (Davis, 1969) - 코스타리카 산악 지대와 파나마 서부
- A. a. minor (Davis, 1969) - 멕시코 남부 치아파스주 동부, 과테말라 중부, 온두라스 서부, 엘살바도르 북부